# Potah (letectví)
Potahem je v letectví označována vnější konstrukční vrstva letadla tvořící jeho vnější aerodynamický tvar.
V raných dobách letectví byl potah letadel tvořen pevnou tkaninou, která se používala i delší dobu po druhé světové válce především na ocasních plochách letounů a dodnes se používá také ve formě umělých vláken na ultralehkých letounech (2006). U vzducholodí byl tkaný potah jediným použitelným materiálem, který zaručoval nejlepší poměry pevnosti, elasticity a hmotnosti. Již během první světové války se také jako materiál potahu trupu začala používat tenká překližka, například u firmy Albatros Flugzeugwerke a její slavné série stíhacích letounů Albatros D.I až D.V. V současné době se jako potahový materiál používají především materiály z hliníkových slitin od tloušťky 0,3 mm na křidélkách či kormidlech ocasních ploch, až po několika milimetrové tloušťky potahů trupu či křídel těžkých dopravních, bitevních, bombardovacích nebo stíhacích letounů.

## Druhy potahů
- Nenosný - přenáší pouze tlakové síly aerodynamického zatížení na vnitřní konstrukci.
- Nosný - přenáší kromě tlakových sil také kroutící momenty.